# Kormjansko
Kormjansko (bulgariska: Кормянско) är ett distrikt i Bulgarien.   Det ligger i kommunen Obsjtina Sevlievo och regionen Gabrovo, i den centrala delen av landet, 140 km öster om huvudstaden Sofia.
Omgivningarna runt Kormjansko är en mosaik av jordbruksmark och naturlig växtlighet. Runt Kormjansko är det ganska glesbefolkat, med 36 invånare per kvadratkilometer.